# Lophura leucomelanos
Il fagiano kalij (Lophura leucomelanos (Latham, 1790)) è un uccello della famiglia dei Fasianidi il cui areale si estende dall'Himalaya occidentale alla parte della penisola malese appartenente alla Thailandia.

## Descrizione

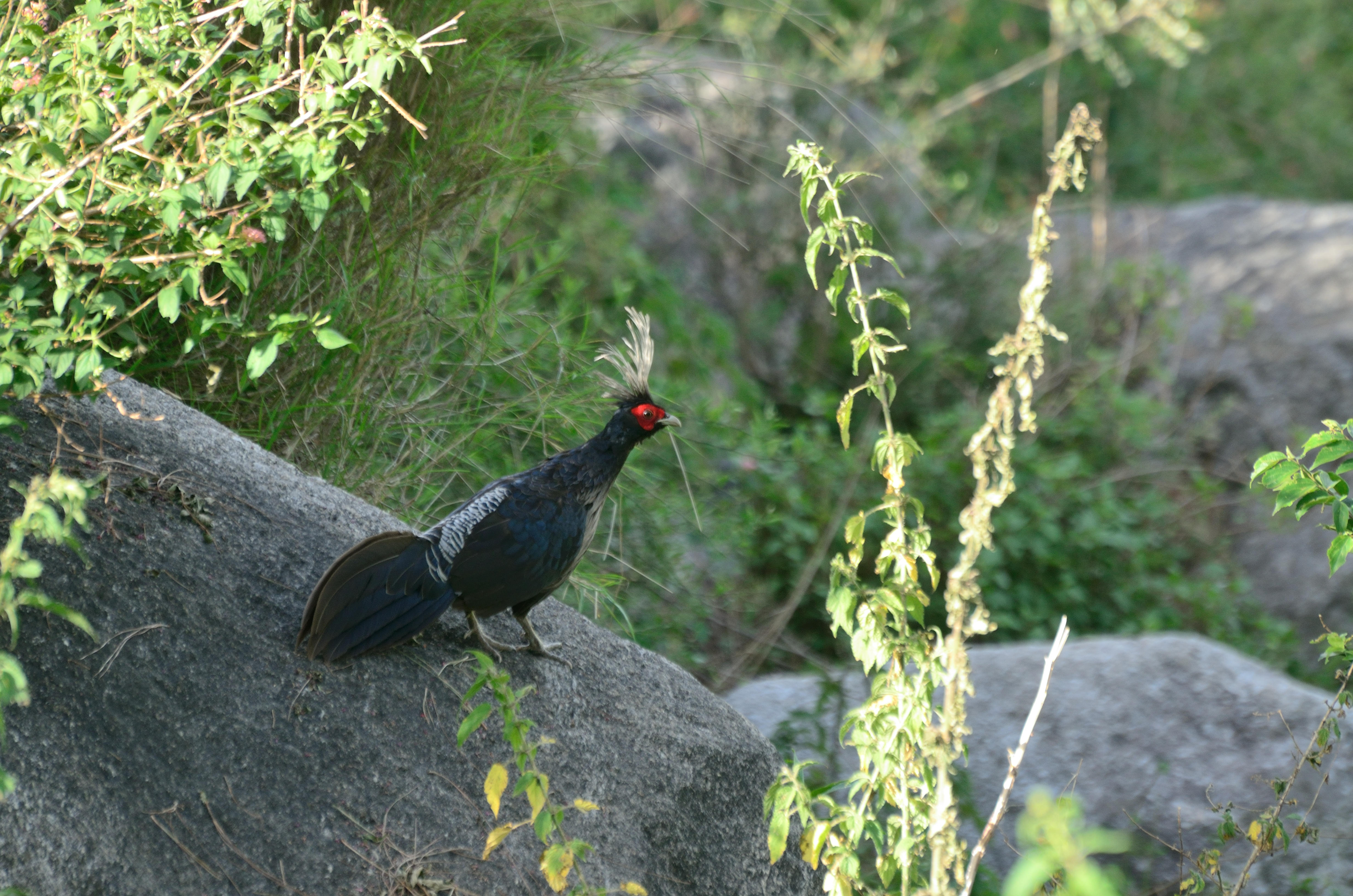
Esemplare della sottospecie L. l. lathami.

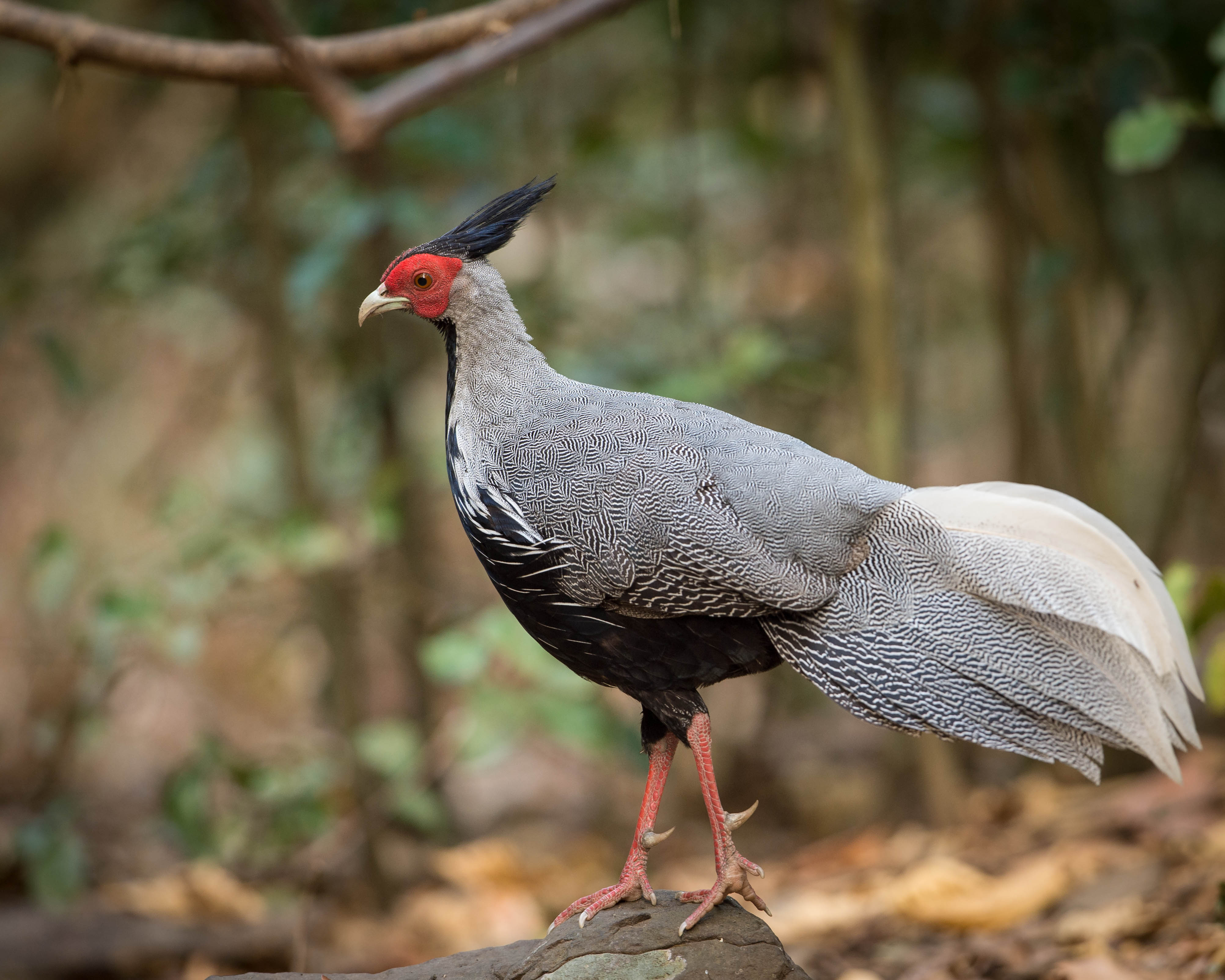
Esemplare della sottospecie L. l. crawfurdii. Le tre sottospecie orientali di fagiano kalij presentano caratteristiche in comune con il fagiano argentato, loro parente stretto. Ciò è particolarmente evidente dal colore rosso delle zampe.

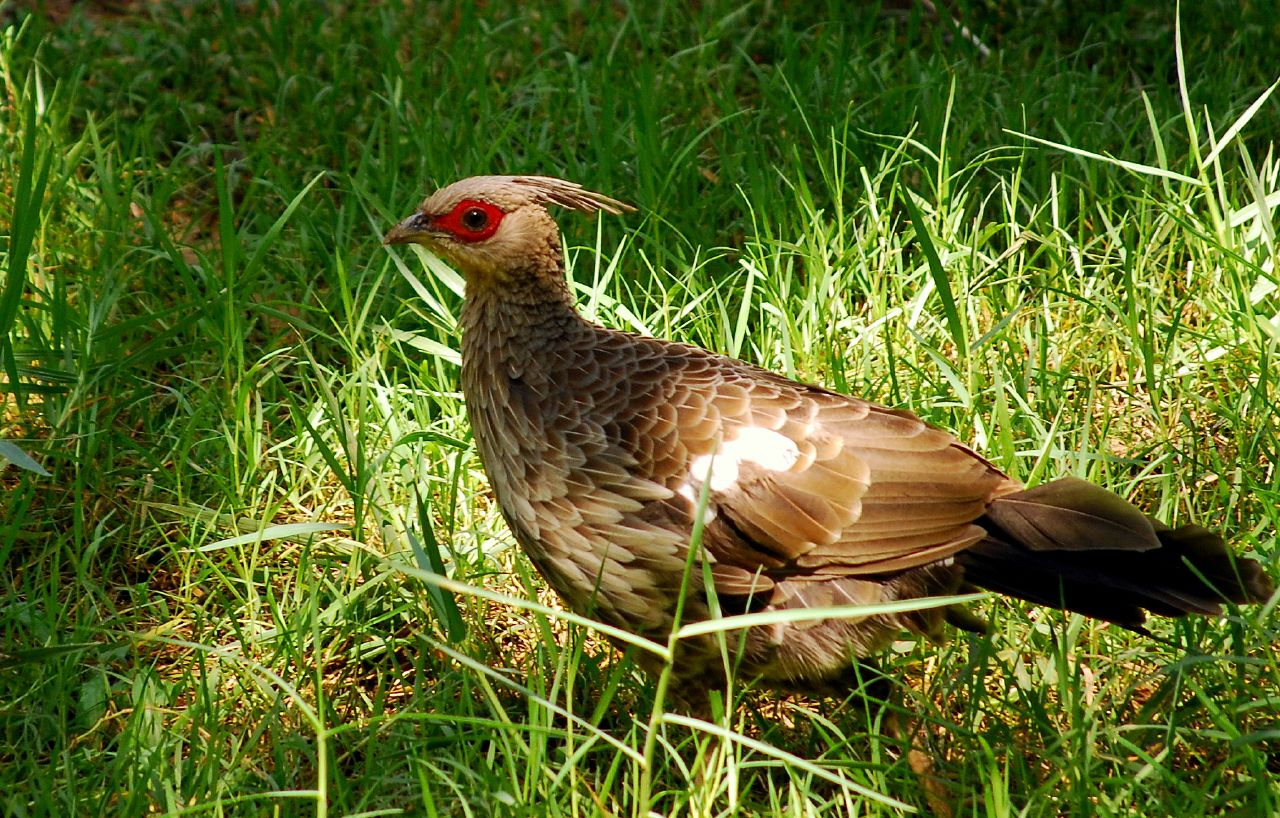
Femmina di fagiano kalij.

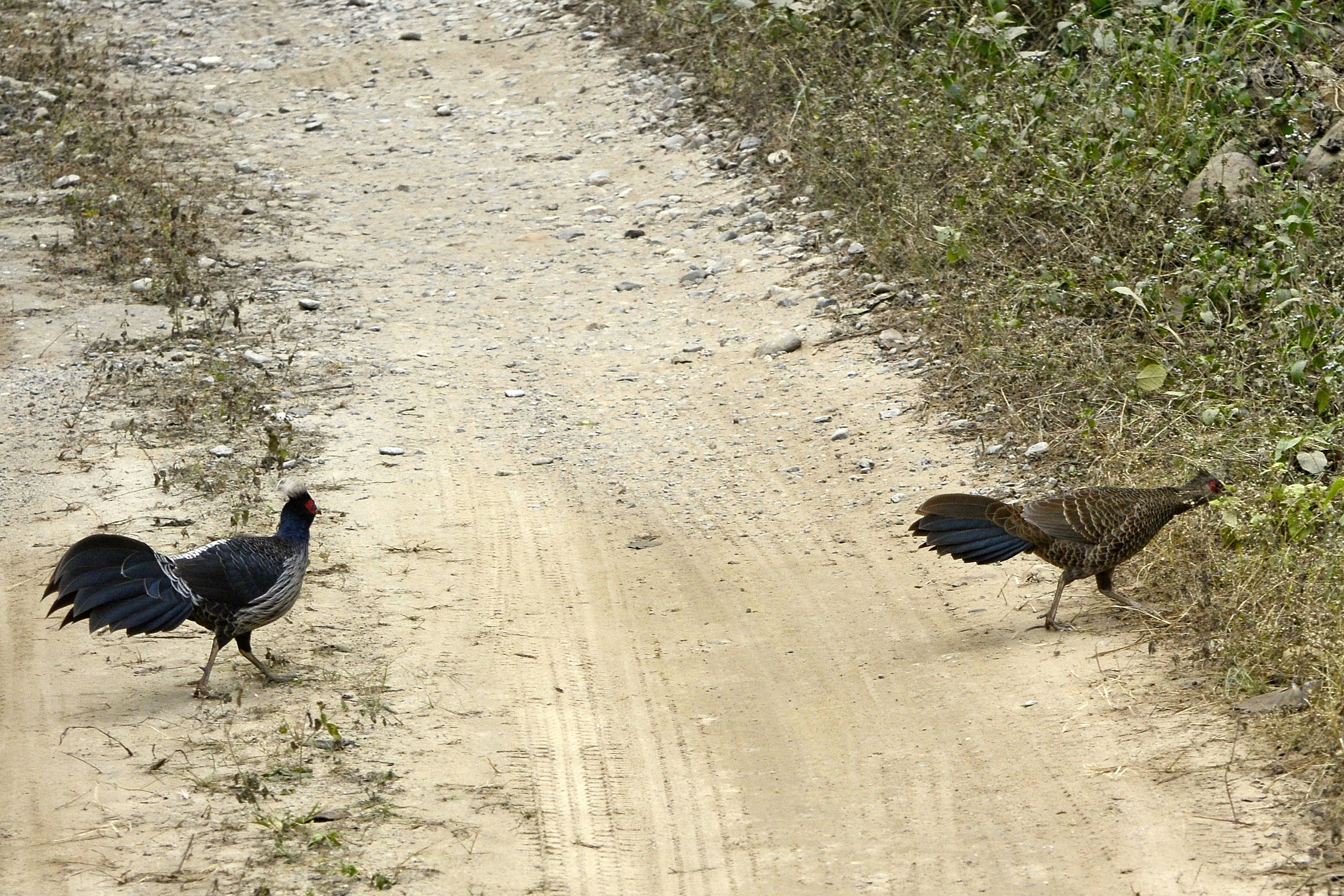
Coppia di fagiani kalij attraversano un sentiero nel parco nazionale Jim Corbett (Uttarakhand).

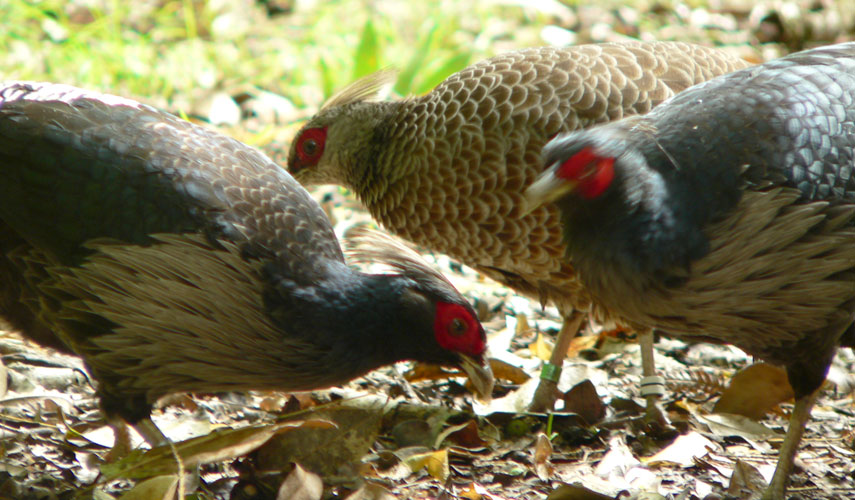
Due maschi e una femmina.

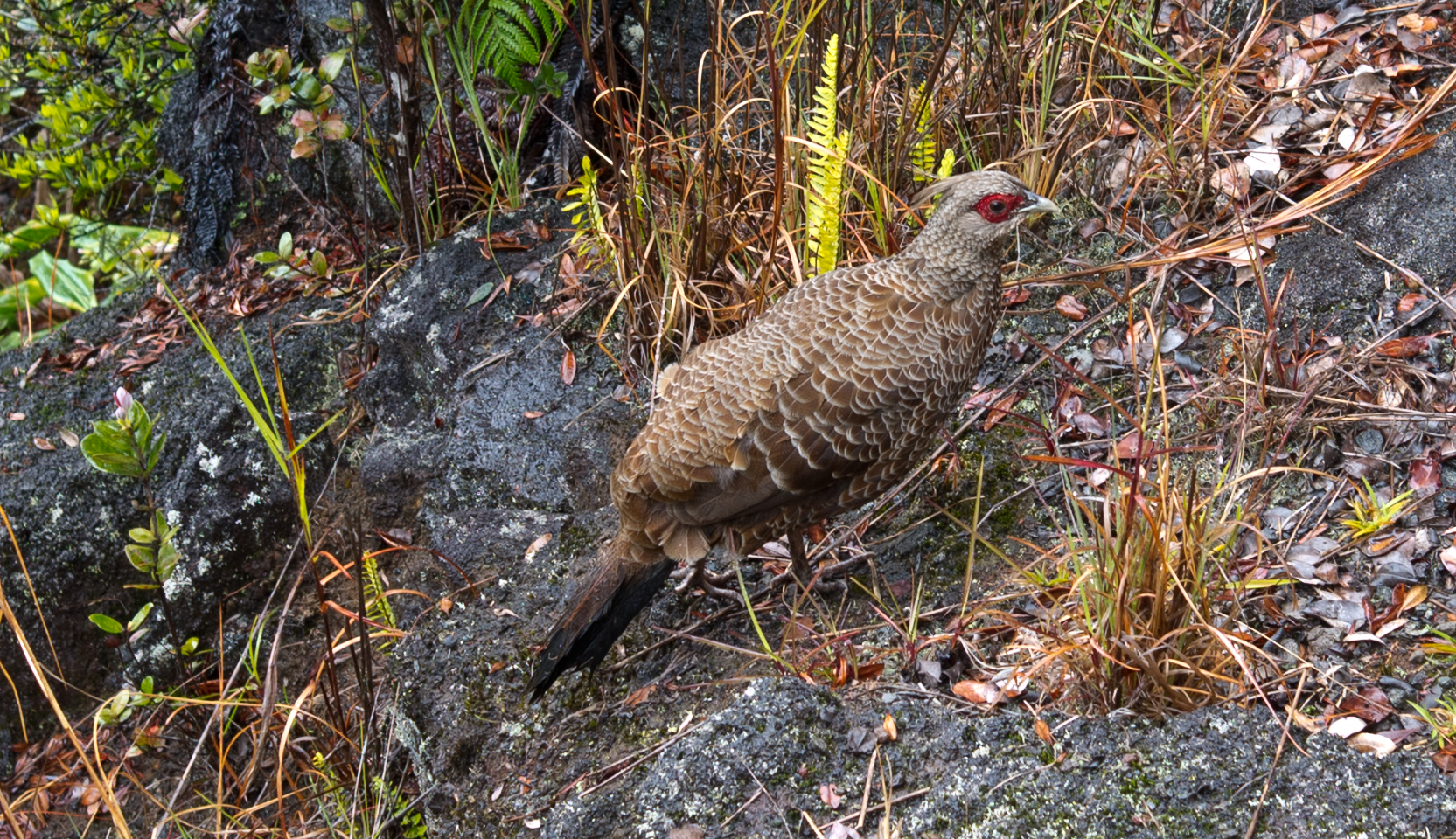
Una femmina nel cratere del Kilauea, alle Hawaii.

Il maschio della sottospecie nominale (il «kalij del Nepal») misura 65-75 cm di lunghezza, dei quali 22-35 spettanti alla coda, per un peso di 900-1400 g. La femmina è leggermente più piccola: 45-60 cm di lunghezza, dei quali 15-25 spettanti alla coda, per un peso di 800-1100 g.
L'aspetto del piumaggio varia notevolmente a seconda delle sottospecie. I kalij occidentali (vale a dire le sottospecie hamiltonii, leucomelanos, melanota, moffitti e lathami), noti anche come kalij neri o himalayani, tendono ad avere nel complesso una colorazione nero-blu iridescente, mentre i kalij orientali (le sottospecie williamsi, oatesi, lineata e crawfurdii), conosciuti anche come kalij grigi, presentano, oltre alla classica colorazione nera di fondo, diverse variegature del piumaggio simili a quelle del fagiano argentato.
Nel complesso i fagiani kalij si distinguono dalle specie affini per la costituzione più sottile e leggera, la vistosa cresta e la coda corta, forte e leggermente arcuata. Nei kalij grigi il colore bianco si evidenzia soprattutto lungo l'orlatura delle piume, mentre i kalij neri presentano colori metallici e iridescenti. Tutti presentano caruncole rosse intorno agli anelli oculari e, ad eccezione di L. l. crawfurdii, hanno zampe bruno-grigiastre o nerastre. Le due sottospecie più conosciute, cioè L. l. leucomelanos e L. l. hamiltonii, vivono in regioni di alta montagna, occupando quasi gli stessi habitat, seppur con areali differenti. Il cromatismo è molto sottile, con sorprendenti iridescenze e combinazioni di colori che risultano molto gradevoli da vedersi, specie il bianco-ghiaccio su sfondo ardesia. Tuttavia, mentre hamiltonii può interagire solo con leucomelanos, che vive a quote inferiori, quest'ultimo può entrare in contatto con sottospecie dalla colorazione ancora più scura che di norma albergano più in basso, all'interno dei fitti boschi collinari, come lathami, per esempio.
La testa del maschio, ad eccezione della regione rossa intorno agli occhi, dai lobi carnosi pronunciati, è di colore blu-nerastro, così come la gola e il collo. L'iride varia da arancio a marrone, il becco è bianco-verdastro. Le piume che ornano il cappuccio, più lunghe e sottili di quelle del fagiano argentato e che possono anche essere erette in modo più vistoso, sono di colore uniformemente nero nella forma nominale, ma variano dal grigio al biancastro in altre sottospecie. Le piume nere della regione del gozzo e del torace hanno forma lanceolata e presentano rachidi bianche e, a seconda della sottospecie, zone bianche più o meno estese sulla punta. Nella forma nominale, ad esempio, sono poco estese. La regione inferiore e i fianchi sono di un marrone che diventa più scuro sulle copritrici caudali inferiori. La parte anteriore del dorso è nera con riflessi blu-acciaio; in alcune sottospecie le piume di questa zona presentano trattini bianchi e orli marroni, ma non nella forma nominale. La parte posteriore del dorso, il groppone e le copritrici caudali superiori sono di colore nero-bluastro, con piume dalla base marrone e il bordo bianco, stretto nella forma nominale ma più ampio in altre sottospecie. Le penne timoniere sono di colore nero lucido. Le remiganti primarie sono di colore marrone scuro, quelle secondarie sono nerastre con riflessi blu lungo i margini esterni, nonché vessilli completi sul margine interno. Le zampe e i piedi sono di colore variabile dal grigio al bruno-grigiastro.
Nella femmina il cappuccio è di colore marrone chiaro con rachidi chiare; la regione degli occhi è anch'essa priva di piume e rossa come nel maschio, sebbene non così estesa e rigonfia. Il piumaggio del corpo è di colore bruno-rossastro; sulle parti superiori le piume presentano una sottile rachide bianca, degli orli chiari e una piccola punta nera. Sulle parti inferiori gli orli diventano di colore beige-giallastro e il colore di base marrone diventa più scuro nella parte centrale dell'addome. Le penne timoniere sono marrone scuro con riflessi bluastri. La coppia centrale, invece, è bruno-rossastra con rachidi dello stesso colore e delle macchioline bruno-giallastre.

## Biologia

### Comportamento
La struttura sociale di questa specie presenta variazioni significative a seconda delle stagioni: dopo il periodo di nidificazione, gruppi da 4 a 6 individui formano generalmente una tipica unità sociale, probabilmente composta dalla coppia e dalla sua progenie. Da ottobre a dicembre, i gruppi vanno ingrandendosi e sembra che in questo periodo le associazioni di 10-12 esemplari siano la norma. Tuttavia, a partire da gennaio, le coppie isolate o le associazioni formate da un maschio e due o tre femmine tornano ad essere i gruppi sociali più comuni. Si ritiene che questi uccelli siano sedentari, ma le sottospecie più settentrionali possono essere soggette a brevi spostamenti, soprattutto a causa delle condizioni climatiche piuttosto rigide. Durante il giorno, specialmente nel tardo pomeriggio, i kalij volano per alcuni chilometri per raggiungere i punti di abbeverata. La loro attività è molto mattiniera: i gruppi iniziano ad andare in cerca di cibo intorno alle 4 del mattino, trattenendosi nel sottobosco, vicino alle strade e ai sentieri, in luoghi non distanti dalle sorgenti, che possono così visitare regolarmente. Durante le ore più calde del giorno, i fagiani si riposano al coperto, generalmente sul terreno. Al contrario, di notte, dormono su grandi alberi, tra 6 e 12 metri dal suolo. A patto che non vengano disturbati, utilizzano lo stesso dormitorio una notte dopo l'altra.

### Alimentazione
I fagiani kalij sono degli onnivori sorprendenti. Mangiano praticamente qualsiasi cosa, dai semi di bambù fino a piccoli serpenti e lucertole. Tuttavia, mostrano una certa predilezione per le termiti, i fichi, i semi di bambù, l'igname della foresta e le radici dello zenzero. Possono integrare il loro menu con una grande varietà di sostanze vegetali, quali semi, bacche ed erbe e radici di ogni tipo, nonché con insetti, lombrichi e larve. Vanno in cerca di cibo in piccoli gruppi, il più delle volte in coppie o in piccole unità familiari, raschiando sul terreno con le zampe e becchettando in maniera simile alla maggior parte dei fagiani. Come i galli selvatici, presentano una morfologia particolarmente adatta a raspare sul terreno e possono anche grattare lo strato più superficiale con il becco per cercare tuberi o radici.

### Riproduzione
Tra gli studiosi non vi è un consenso unanime riguardo alla modalità di riproduzione del fagiano kalij. Alcuni affermano di aver osservato il maschio in compagnia di diverse femmine, altri sostengono con altrettanta fermezza che esso è monogamo e che sia stato regolarmente osservato in compagnia della sua femmina e della sua covata. Sembra più probabile che il maschio sia facoltativamente poligamo e che possa adottare entrambi i comportamenti, a seconda del successo che ottiene durante il corteggiamento. Nel primo caso, lascia la femmina quando inizia l'incubazione e ritorna da lei dopo la schiusa delle uova. Nel caso il suo corteggiamento sia stato fruttuoso, si trova ad affrontare varie paternità successive: anche in questo caso lascia la femmina quando essa inizia a covare, ma rimane con lei per educare e nutrire i pulcini. Riguardo al comportamento territoriale del fagiano kalij abbiamo a disposizione solo poche informazioni. Sappiamo solamente che i maschi lo difendono lanciando un forte grido simile al gracchiare di un corvo. Queste grida sono più frequenti tra marzo e maggio, periodo che corrisponde probabilmente al momento di massimo fervore dell'attività di nidificazione. Il nido è costituito da una cavità poco profonda situata solitamente in un punto dove il sottobosco è piuttosto folto, sotto una copertura di alberi decidui, di un boschetto di bambù o di alberi radi, così come sotto una roccia a strapiombo, un cespuglio o una zolla erbosa. La covata comprende in media da 6 a 9 uova, sebbene questo numero sia variabile. Anche la durata dell'incubazione varia in base al clima: 20 giorni nelle zone più calde dell'areale e 22 giorni nelle regioni in cui l'altitudine influisce sulle temperature. La cova è compito esclusivo della femmina, ma il maschio si unisce nuovamente alla covata e prende parte all'educazione dei nidiacei immediatamente dopo la schiusa. I pulcini crescono rapidamente e sono in grado di volare dopo pochi giorni. La femmina nidifica solo una volta all'anno, a meno che la covata non venga distrutta. In questo caso, è in grado di deporre una covata sostitutiva.

## Distribuzione e habitat
Il fagiano kalij occupa un areale piuttosto vasto, che si snoda attraverso il versante meridionale dell'Himalaya, dal fiume Indo, in Pakistan, alla Thailandia occidentale, attraverso l'India settentrionale, il Nepal, il Bhutan, il Bangladesh orientale, il Tibet sud-orientale, lo Yunnan nord-occidentale (Cina centro-meridionale) e la Birmania occidentale. È stato introdotto con successo anche nelle isole Hawaii.
Le nove sottospecie occupano una grande varietà di habitat, ad altitudini molto diverse che possono variare dal livello del mare fino a 3600 metri, in paesaggi alquanto differenti tra loro, come la foresta tropicale e le zone boschive di montagna. La sottospecie nominale si incontra ad altitudini simili a quelle occupate dalla forma hamiltonii, vale a dire tra 400 e 3500 metri, ma la maggiore densità di individui si riscontra tra 900 e 2100 metri. È possibile incontrarla ad altitudini più elevate in estate e molto inferiori in inverno. A queste medie altitudini la vegetazione dominante è costituita da foreste di pini al di sotto dei 1800 metri e di querce tra 1500 e 2700 metri. Delle due sottospecie che vivono a bassa quota in Pakistan, e più in particolare nella North-West Frontier Province, la L. l. hamiltonii è quella che occupa l'areale più meridionale. Essa sembra essere in grado di adattarsi sia alla foresta primaria che alle foreste secondarie sfruttate dall'uomo.

## Tassonomia
Il fagiano kalij è strettamente imparentato con il fagiano argentato e i due sono in grado di dare vita a degli ibridi. La posizione dei taxa L. l. lineata e L. l. crawfurdii è stata oggetto di discussione tra gli studiosi, in quanto alcuni li consideravano sottospecie del fagiano kalij e altri del fagiano argentato. Essi infatti, pur avendo zampe grigiastre come il fagiano kalij, presentano un piumaggio più simile a quello di alcune sottospecie di fagiano argentato. Inoltre, proprio come il fagiano argentato, L. l. lineata e L. l. crawfurdi vivono ad est del fiume Irrawaddy, un'importante barriera zoogeografica, mentre tutte le altre sottospecie di fagiano kalij vivono ad ovest del fiume (talvolta si afferma che L. l. oatesi, un'altra sottospecie di fagiano kalij, viva ad est di questo fiume, ma tale affermazione è inesatta). Basandosi sulle analisi del DNA mitocondriale, è stato recentemente confermato che L. l. lineata e L. l. crawfurdii sono sottospecie di fagiano kalij a tutti gli effetti.

### Sottospecie
Le nove sottospecie riconosciute di fagiano kalij sono:
- L. l. hamiltonii (J. E. Gray, 1829), il kalij dalla cresta bianca; proprio dell'Himalaya occidentale, si incontra dal fiume Indo, nel Pakistan settentrionale, fino al Nepal occidentale;
- L. l. leucomelanos Latham, 1790, il kalij del Nepal, diffuso dalle regioni occidentali a quelle centro-orientali di questo paese;
- L. l. melanota (T. Hutton, 1848), il kalij dal dorso nero, diffuso nell'estremità orientale del Nepal (valle di Mai), nel Sikkim e nel Bhutan occidentale (fino a Mo Chu ad est);
- L. l. moffitti (Hachisuka, 1938), il kalij nero, proprio del Bhutan centrale e avvistato recentemente anche all'interno del parco nazionale di Jigme Singye Wangchuck;
- L. l. lathami (J. E. Gray, 1829), il kalij dal petto nero, diffuso nel Bhutan orientale, nell'Arunachal Pradesh e nel Manipur (India), nel Bangladesh orientale, nell'estremità sud-orientale del Tibet (Bomê) e nello Yunnan nord-occidentale (gli esemplari segnalati in Birmania occidentale appartengono più probabilmente alla sottospecie williamsi);
- L. l. williamsi (Oates, 1898), il kalij di Williams, diffuso in Birmania occidentale e forse nell'estremità orientale del Manipur (India);
- L. l. oatesi (Ogilvie-Grant, 1893), il kalij di Oates, diffuso sui monti Arakan Yoma in Birmania sud-occidentale;
- L. l. lineata (Vigors, 1831), il kalij lineato, diffuso in Birmania orientale e Thailandia nord-occidentale;
- L. l. crawfurdii (J. E. Gray, 1829), il kalij di Crawfurd, proprio del Tenasserim e della Thailandia sud-occidentale.